# Марія Единбурзька
Марія Александра Вікторія Заксен-Кобурґ-Ґота (англ. Marie Alexandra Victoria of Saxe-Coburg and Gotha), більш відома як Марія Единбурзька (англ. Marie of Edinburgh) або Марія Румунська (рум. Maria a României) (29 жовтня 1875 в Іствелл-Парку — 18 липня 1938 в Синаї) — принцеса Великої Британії із Саксен-Кобург-Готської династії, донька герцога Единбурзького Альфреда та російської великої княжни Марії Олександрівни, дружина короля Румунії Фердинанда I, матір короля Румунії Кароля II, королеви Греції Єлизавети та королеви Югославії Марії.

## Біографія

### Дитинство та юність
Марія народилась за життя своєї бабусі королеви Вікторії 29 жовтня 1875 року в маєтку батьків у Іствелл-Парку графства Кент у Великій Британії. Вона була другою дитиною та старшою донькою в родині герцога Единбурзького Альфреда та його дружини Марії Олександрівни Романової. На честь її появи на світ був даний 21 гарматний салют. Новонароджену охрестили у приватній каплиці Віндзорський замку 15 грудня за англіканським звичаєм. Хрещеними батьками стали її бабуся Марія Олександрівна, яку преставляла за домовленістю королева Вікторія, принцеса Уельська, Александріна Баденська, яку представляла Олена Великобританська, царевич Олександр, якого представляв Петро Шувалов, та її дядько Артур Коннаутський, якого представляв герцог Олбані. Своє ім'я Марія Александра Вікторія отримала на честь матері та бабусь. У колі родини дівчинку кликали Міссі. Згодом у неї з'явилися молодші сестри Вікторія, Александра та Беатріса.

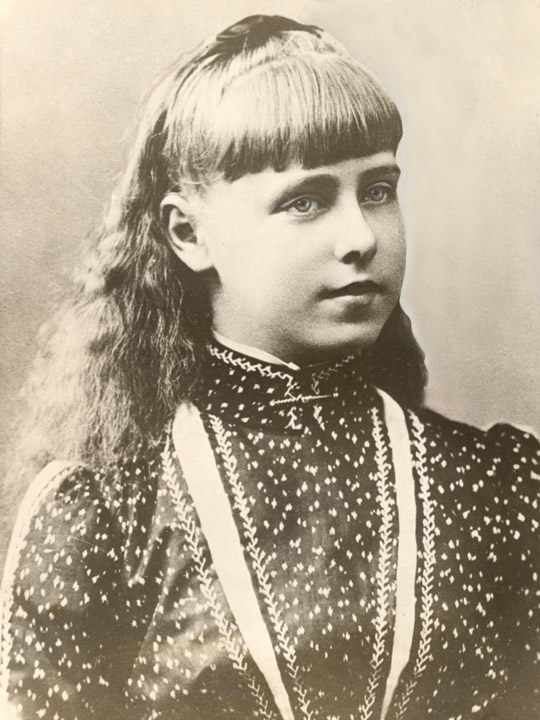
Фото Марії в дитячому віці, 1888

Більшу частину дитинства Марія провела в Іствелл-Парку, якому віддавала перевагу її матір над Кларенс-хаузом. Батько часто був відсутнім через свою службу на британському морському флоті. Буваючи вдома, він часто проводив час із дітьми, вигадаючи для них нові ігри. Матір не вважала за необхідне давати донькам ґрунтовну освіту, тож вони вивчали французьку мову, якою розмовляли рідко, та мали невигадливі уроки живопису та графіки.
У 1886 році, у зв'язку з призначенням Альфреда, сімейство переїхало до Мальти, де оселилося в палаці Сан-Антоніо. Час, проведений на острові, Марія називала найщасливішим в своєму житті. Батьки часто запрошували гостей додому. Марія із сестрою Вікторією багато часу проводили на іподромі. Протягом першого року перебування там їхньою освітою займалася стара гувернантка-француженка, яку згодом змінила більш молода німкеня. На Мальті Марія вперше закохалася у капітана батьківського судна Моріса Бурка.
У 1889 році родина оселилася в Кобургу, оскільки Альфред був призначений спадкоємцем свого бездітного дядька Ернста II. Літню пору року вони проводили у замку Розено. Марія сприйняла це як кінець життя.
Освіта дівчат була розширена, більша увага стала надаватися музиці та живопису. Двічі на тиждень сестри відвідували театр. Взимку матір влаштовувала вечірки із катанням на ковзанах та грою у хокей. Двоюрідного діда Ернста Марія описувала як людину із деякими дивностями.
З часом принцеса виросла у красиву молоду жінку із блискучими блакитними очима та світлим шовковистим волоссям. За нею упадали відразу кілька холостяків із королівських родин. Одним із них був Георг Уельський. Королева Вікторія та батьки молодих людей схвалювали цей шлюб, однак матері були проти.
В той же час король Румунії Кароль I шукав наречену для свого спадкоємця. Була влаштована зустріч Марії та кронпринца Фердинанда, якого вона знайшла сором'язливим, але люб'язним. Друга зустріч також залишила у неї приємне враження. Після цього пара офіційно заручилася.

### Кронпринцеса Румунії
У віці 17 років Марія взяла шлюб із кронпринцем Румунії Фердинандом Гогенцоллерном-Зігмарінгеном, старшим від неї на десять років. Весілля відбулося 10 січня 1893 року у замку Зігмарінгена за цивільною, англіканською та католицькою традиціями. Кілька днів медового місяця пара провела у замку Краухенвіс в Баварії, звідки направилися до Австрії та Румунії. Румунський народ тепло зустрів молоду королеву. У подружжя народилося шестеро дітей. Перші роки подружнього життя не були легкими, однак з часом пара навчилася будувати стосунки на основі взаємної поваги. Адаптація Марії до життя на новій батьківщині також була складною. Коло спілкування було досить обмеженим.
У 1896 році родина переїхала до замку Котрочень. Фердинанд важко захворів на тиф і був близький до смерті. Перспектива залишитися самою з двома дітьми лякала молоду кронпринцесу. Зрештою, її чоловік одужав. Період відновлення його здоров'я сім'я провела у замку Пелішор в Карпатах.
Зиму 1897—1898 років Марія провела на Лазурному березі у Франції разом з російською імператорською родиною. В той же час вона познайомилася із лейтенантом Георге Кантакузином, з яким у неї зав'язався роман. Громадськість, дізнавшись про це, засудила поведінку принцеси. Протягом наступних років у Марії були романтичні стосунки із великим князем Борисом Володимировичем, Вальдорфом Астором, Барбу Штірбеєм та Джо Бойлом.

### Королева країни

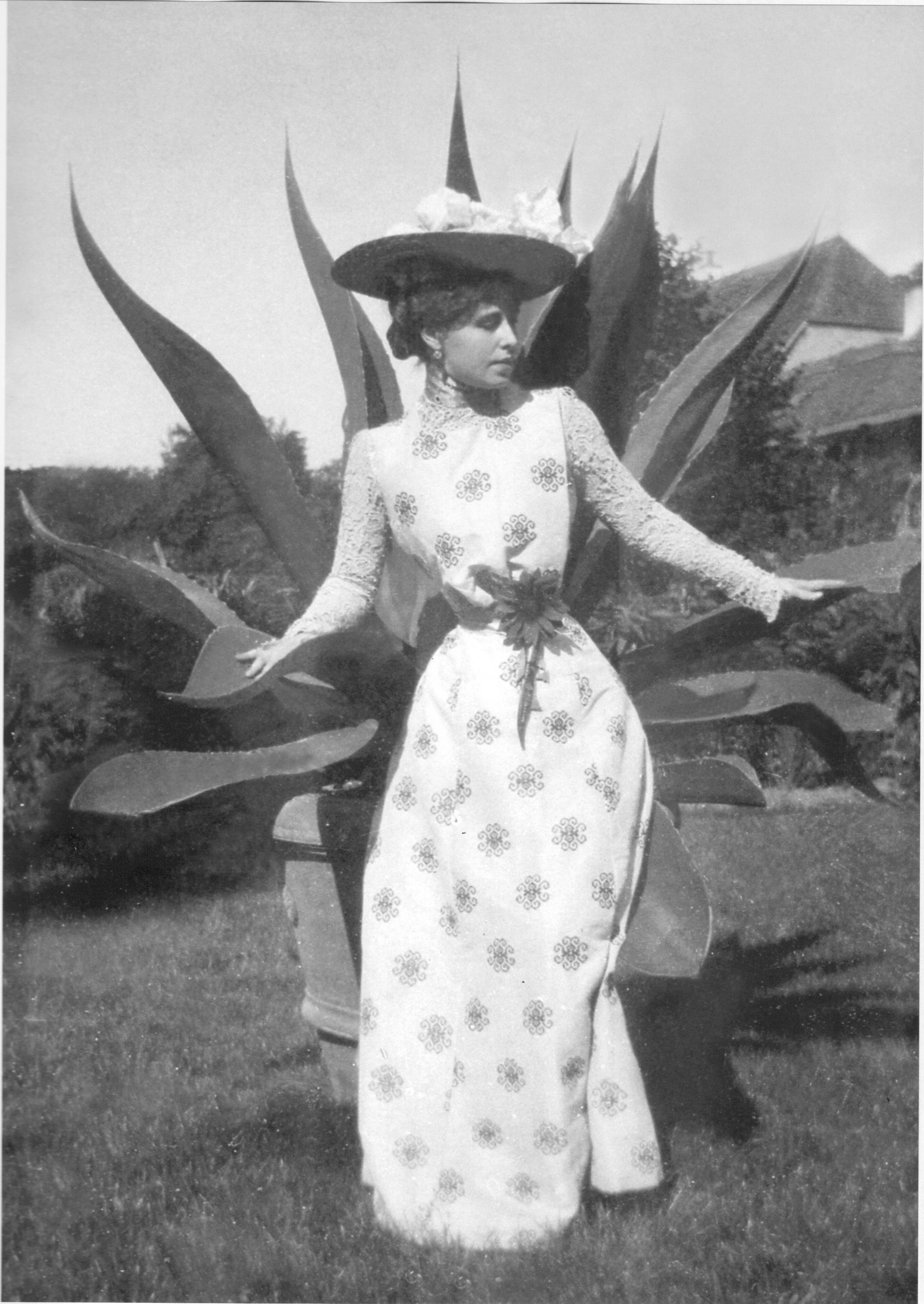
Королева Марія Румунська

Під час Другої балканської війни Марія працювала медсестрою. Наступного року її чоловік успадкував престол Румунії. Марія застосовувала свій вплив на нього, аби Румунія приєдналася до блоку Антанти у Першій світовій війні. Їхня армія була швидко розбита, й австрійські війська увійшли до Бухаресту. Королівський двір переїхав до Ясс. Марія продовжувала допомагати пораненим у тамтешніх шпиталях як медсестра.
Королева виступила проти підписання Бухарестського мирного договору. За півроку Перша світова війна скінчилась. На Паризьку конференцію 1919 року Марія вирушила замість чоловіка. Після Парижа вона відвідала Лондон за запрошенням короля Георга V, де познайомилася з багатьма важливими політичними діячами того часу. Результатами відвідин Марією конференції стало міжнародне визнання Великої Румунії, збільшення території на 295000 км² й збільшення населення на десять мільйонів чоловік. Велика Княгиня Марія Павлівна, яка деякий час жила в Бухаресті, зауважила, що «чарівність, краса та кмітливість Марії може дати їй все, чого вона бажає».
Шлюби її дітей влаштувалися належним чином. Сама вона нікого з них не змушувала вступати в династичний союз.
У 1924 році Фердинанд і Марія здійснили дипломатичне турне Францією, Швейцарією, Бельгією та Великою Британією. В Женеві вони стали першою королівської парою, що відвідала новостворену штаб-квартиру Ліги Націй.
У 1926 році Марія з двома молодшими дітьми навідала Америку. Американці вітали її з ентузіазмом. Мер Нью-Йорка офіційно привітав королеву в своєму місті. Також вона була надзвичайно популярною серед суфражисток.
У липні 1927 року помер її чоловік, і, оскільки старший син відмовився від трону, престол успадкував малолітній онук Міхай, який почав правити за допомогою регентів. Марія стати членом регентської ради відмовилася. У 1930 році Кароль повернувся і, змістивши сина з трону, почав власне правління.

### Останні роки
Марія в цей час звернулася до релігії бахаї. Вона віддавала перевагу проживанню в замках Бран та Балчик. Часто навідувала Ілеану в Австрії та Марію в Белграді.
Влітку 1937 року вона захворіла. Її особистий лікар офіційним діагнозом висловив цироз печінки, до чого Марія поставилася дуже скептично, зауваживши, що це, ймовірно, безалкогольний цироз, бо вона в житті не куштувала алкоголь. У лютому 1938 року королева перебувала на лікуванні в італійському санаторії, після чого її перевели у Дрезден. Згодом вона попросила перевезти її в Румунію. Вона померла 18 липня 1937 року у присутності двох старших дітей та онука. Її тіло доправили до Бухаресту, де з королевою змогли попрощатися тисячі людей. Поховали Марію в соборі Куртя-де-Арджеш, родовій уипальниці румунських королів. Серце, згідно її бажання, зберігалося окремо у каплиці міста Балчик. Донька Ілеана у 1940 перевезла його до каплиці Бранського замку.

## Родина

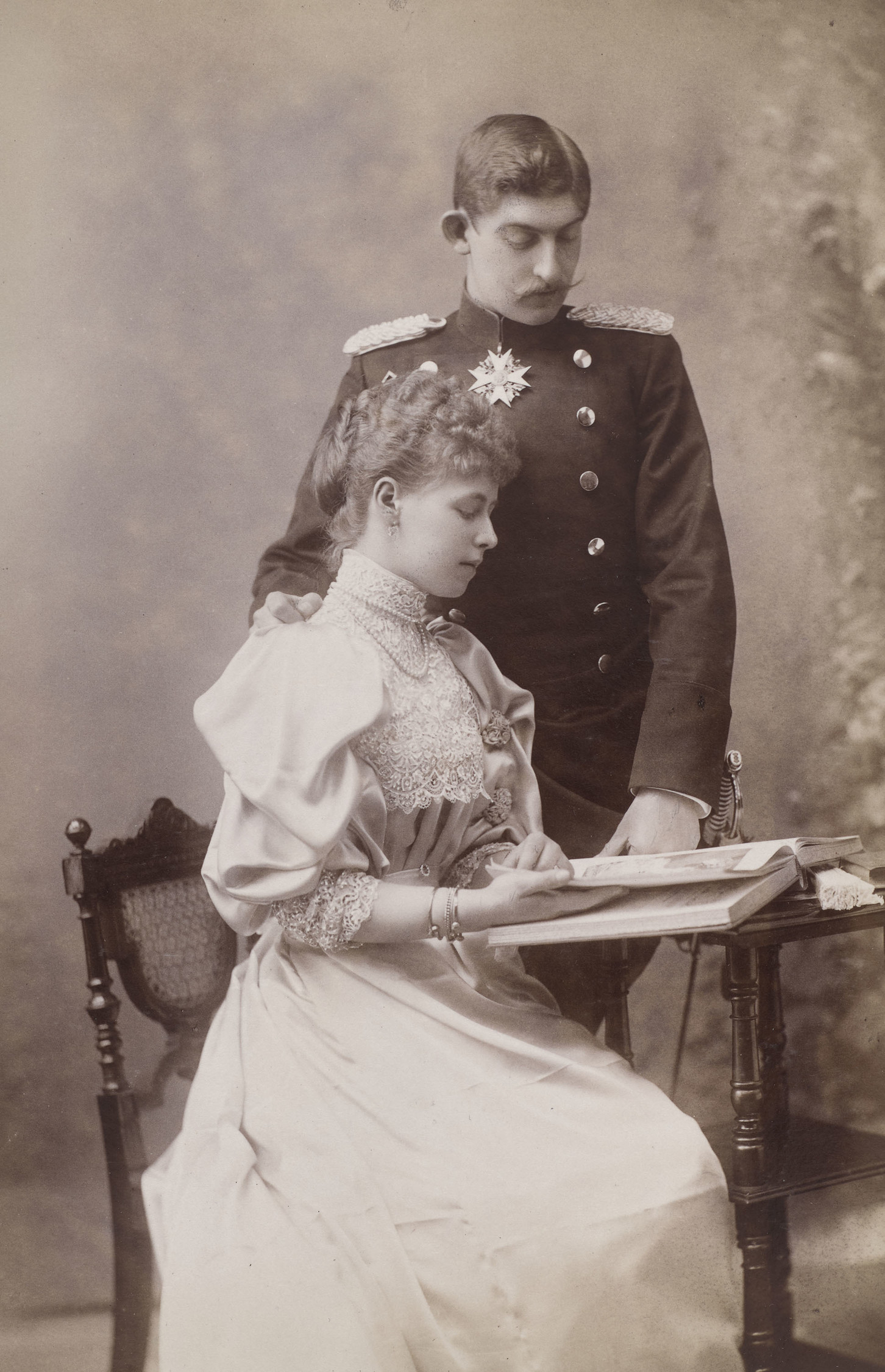
Марія із чоловіком Фердинандом I в 1893 р.

Чоловік — Фердинанд I, король Румунії
Діти:
- Кароль (1893—1953) — король Румунії у 1930—1940 роках, був тричі одруженим, мав двох синів, помер у вигнанні;
- Єлизавета (1894—1956) — дружина короля Греції Георга II, дітей не мала;
- Марія (1900—1961) — дружина короля Сербів, Хорватів і Словенців Олександра I Карагеоргієвича, мала трьох синів;
- Миколай (1903—1978) — регент Румунії у 1927—1930 роках, був двічі одруженим, дітей не мав;
- Ілеана (1909—1991) — дружина ерцгерцога Антона Австрійського, принца Тоскани, згодом — доктора Стефана Ісареску, мала шістьох дітей від першого шлюбу;
- Мірча (1913—1916) — помер у ранньому віці.

## Генеалогія
| Ернст I | Ернст I | Ернст I | Ернст I | Ернст I                        | Ернст I                        |                                |                                | Луїза Саксен-Гота-Альтенбурзька | Луїза Саксен-Гота-Альтенбурзька | Луїза Саксен-Гота-Альтенбурзька | Луїза Саксен-Гота-Альтенбурзька | Луїза Саксен-Гота-Альтенбурзька | Луїза Саксен-Гота-Альтенбурзька |                      |                      | Едуард Август        | Едуард Август        | Едуард Август | Едуард Август | Едуард Август     | Едуард Август     |                   |                   | Вікторія Саксен-Кобург-Заальфельдська | Вікторія Саксен-Кобург-Заальфельдська | Вікторія Саксен-Кобург-Заальфельдська | Вікторія Саксен-Кобург-Заальфельдська | Вікторія Саксен-Кобург-Заальфельдська | Вікторія Саксен-Кобург-Заальфельдська |  |  | Микола I | Микола I | Микола I | Микола I | Микола I     | Микола I     |              |              | Олександра Федорівна | Олександра Федорівна | Олександра Федорівна | Олександра Федорівна | Олександра Федорівна | Олександра Федорівна |                     |                     | Людвіг II           | Людвіг II           | Людвіг II | Людвіг II | Людвіг II           | Людвіг II           |                     |                     | Вільгельміна Баденська | Вільгельміна Баденська | Вільгельміна Баденська | Вільгельміна Баденська | Вільгельміна Баденська | Вільгельміна Баденська |  |  |
| Ернст I | Ернст I | Ернст I | Ернст I | Ернст I                        | Ернст I                        |                                |                                | Луїза Саксен-Гота-Альтенбурзька | Луїза Саксен-Гота-Альтенбурзька | Луїза Саксен-Гота-Альтенбурзька | Луїза Саксен-Гота-Альтенбурзька | Луїза Саксен-Гота-Альтенбурзька | Луїза Саксен-Гота-Альтенбурзька |                      |                      | Едуард Август        | Едуард Август        | Едуард Август | Едуард Август | Едуард Август     | Едуард Август     |                   |                   | Вікторія Саксен-Кобург-Заальфельдська | Вікторія Саксен-Кобург-Заальфельдська | Вікторія Саксен-Кобург-Заальфельдська | Вікторія Саксен-Кобург-Заальфельдська | Вікторія Саксен-Кобург-Заальфельдська | Вікторія Саксен-Кобург-Заальфельдська |  |  | Микола I | Микола I | Микола I | Микола I | Микола I     | Микола I     |              |              | Олександра Федорівна | Олександра Федорівна | Олександра Федорівна | Олександра Федорівна | Олександра Федорівна | Олександра Федорівна |                     |                     | Людвіг II           | Людвіг II           | Людвіг II | Людвіг II | Людвіг II           | Людвіг II           |                     |                     | Вільгельміна Баденська | Вільгельміна Баденська | Вільгельміна Баденська | Вільгельміна Баденська | Вільгельміна Баденська | Вільгельміна Баденська |  |  |
|         |         |         |         |                                |                                |                                |                                |                                 |                                 |                                 |                                 |                                 |                                 |                      |                      |                      |                      |               |               |                   |                   |                   |                   |                                       |                                       |                                       |                                       |                                       |                                       |  |  |          |          |          |          |              |              |              |              |                      |                      |                      |                      |                      |                      |                     |                     |                     |                     |           |           |                     |                     |                     |                     |                        |                        |                        |                        |                        |                        |  |  |
|         |         |         |         | Альберт Саксен-Кобург-Готський | Альберт Саксен-Кобург-Готський | Альберт Саксен-Кобург-Готський | Альберт Саксен-Кобург-Готський | Альберт Саксен-Кобург-Готський  | Альберт Саксен-Кобург-Готський  |                                 |                                 |                                 |                                 |                      |                      |                      |                      |               |               | Королева Вікторія | Королева Вікторія | Королева Вікторія | Королева Вікторія | Королева Вікторія                     | Королева Вікторія                     |                                       |                                       |                                       |                                       |  |  |          |          |          |          | Олександр II | Олександр II | Олександр II | Олександр II | Олександр II         | Олександр II         |                      |                      |                      |                      |                     |                     |                     |                     |           |           | Марія Олександрівна | Марія Олександрівна | Марія Олександрівна | Марія Олександрівна | Марія Олександрівна    | Марія Олександрівна    |                        |                        |                        |                        |  |  |
|         |         |         |         | Альберт Саксен-Кобург-Готський | Альберт Саксен-Кобург-Готський | Альберт Саксен-Кобург-Готський | Альберт Саксен-Кобург-Готський | Альберт Саксен-Кобург-Готський  | Альберт Саксен-Кобург-Готський  |                                 |                                 |                                 |                                 |                      |                      |                      |                      |               |               | Королева Вікторія | Королева Вікторія | Королева Вікторія | Королева Вікторія | Королева Вікторія                     | Королева Вікторія                     |                                       |                                       |                                       |                                       |  |  |          |          |          |          | Олександр II | Олександр II | Олександр II | Олександр II | Олександр II         | Олександр II         |                      |                      |                      |                      |                     |                     |                     |                     |           |           | Марія Олександрівна | Марія Олександрівна | Марія Олександрівна | Марія Олександрівна | Марія Олександрівна    | Марія Олександрівна    |                        |                        |                        |                        |  |  |
|         |         |         |         |                                |                                |                                |                                |                                 |                                 |                                 |                                 |                                 |                                 |                      |                      |                      |                      |               |               |                   |                   |                   |                   |                                       |                                       |                                       |                                       |                                       |                                       |  |  |          |          |          |          |              |              |              |              |                      |                      |                      |                      |                      |                      |                     |                     |                     |                     |           |           |                     |                     |                     |                     |                        |                        |                        |                        |                        |                        |  |  |
|         |         |         |         |                                |                                |                                |                                |                                 |                                 |                                 |                                 | Альфред Единбурзький            | Альфред Единбурзький            | Альфред Единбурзький | Альфред Единбурзький | Альфред Единбурзький | Альфред Единбурзький |               |               |                   |                   |                   |                   |                                       |                                       |                                       |                                       |                                       |                                       |  |  |          |          |          |          |              |              |              |              |                      |                      |                      |                      | Марія Олександрівна  | Марія Олександрівна  | Марія Олександрівна | Марія Олександрівна | Марія Олександрівна | Марія Олександрівна |           |           |                     |                     |                     |                     |                        |                        |                        |                        |                        |                        |  |  |
|         |         |         |         |                                |                                |                                |                                |                                 |                                 |                                 |                                 | Альфред Единбурзький            | Альфред Единбурзький            | Альфред Единбурзький | Альфред Единбурзький | Альфред Единбурзький | Альфред Единбурзький |               |               |                   |                   |                   |                   |                                       |                                       |                                       |                                       |                                       |                                       |  |  |          |          |          |          |              |              |              |              |                      |                      |                      |                      | Марія Олександрівна  | Марія Олександрівна  | Марія Олександрівна | Марія Олександрівна | Марія Олександрівна | Марія Олександрівна |           |           |                     |                     |                     |                     |                        |                        |                        |                        |                        |                        |  |  |
|         |         |         |         |                                |                                |                                |                                |                                 |                                 |                                 |                                 |                                 |                                 |                      |                      |                      |                      |               |               |                   |                   |                   |                   |                                       |                                       |                                       |                                       |                                       |                                       |  |  |          |          |          |          |              |              |              |              |                      |                      |                      |                      |                      |                      |                     |                     |                     |                     |           |           |                     |                     |                     |                     |                        |                        |                        |                        |                        |                        |  |  |
|         |         |         |         |                                |                                |                                |                                |                                 |                                 |                                 |                                 |                                 |                                 |                      |                      |                      |                      |               |               |                   |                   |                   |                   |                                       |                                       |                                       |                                       | Марія                                 |                                       |  |  |          |          |          |          |              |              |              |              |                      |                      |                      |                      |                      |                      |                     |                     |                     |                     |           |           |                     |                     |                     |                     |                        |                        |                        |                        |                        |                        |  |  |

## Нагороди
- Великий хрест ордену Корони Румунії (Румунське королівство);
- Орден Кароля I (Румунське королівство);
- Орден Індійської корони (Велика Британія);
- Королівський орден Вікторії та Альберта (Велика Британія);
- Орден святого Джона (Велика Британія);
- Королівський Червоний хрест (Велика Британія);
- Великий хрест ордену Святої Катерини (23 березня 1896) (Російська імперія);
- Великий хрест ордену Почесного легіона (Франція);
- Орден Білого Орла (Сербія);
- Орден Святого Савви (Сербія);
- Орден королеви Марії Луїзи № 1007 (Іспанія).

## Титули
- 29 жовтня 1875 — 10 січня 1893 — Її Королівська Високість Принцеса Марія Единбурзька, Принцеса Саксен-Кобург-Готська, Герцогиня Саксонська;
- 10 січня 1893 — 10 жовтня 1914 — Її Королівська Високість Кронпринцеса Румунії;
- 10 жовтня 1914 — 20 липня 1927 — Її Величність Короліва Румунії;
- 20 липня 1927 — 18 липня 1938 — Її Величність Короліва Марія Румунська.

## Пам'ятники
Молдавський скульптор В'ячеслав Жиглицький встановив у Кишиневі пам'ятник королеві Румунії Марії (2025).